# Parcul industrial Tracom
Parcul Industrial „Tracom” a fost creat pe 12 mai 2011, în baza activelor fostei Uzine de tractoare TRACOM SA, în municipiul Chișinău, Republica Moldova. Întreprinderea administratoare a Parcului Industrial „Tracom” este Societatea pe Acțiuni TRACOM SA, fondată în 1945.
Parcul Industrial „Tracom” este amplasat pe o suprafață de 32,26 ha, și dispune de un teritoriu delimitat cu infrastructură tehnică și de producție.

###### Legea 182 din 15 iulie 2010
Parc Industrial – teritoriu delimitat ce dispune de infrastructură tehnică și de producție, în care se desfășoară activități economice, preponderent producție industrială, prestare de servicii, valorificare a cercetărilor științifice și/sau dezvoltare tehnologică într-un regim de facilități specifice în vederea valorificării potențialului uman și material al unei regiuni

## Condiții pentru potențiali rezidenți
Rezident al Parcul Industrial „Tracom” poate deveni orice companie moldovenească sau străină (cu obligația, în timp util, să se înregistreze în Republica Moldova) sau persoană fizică, care intenționează să desfășoare activități de producere industriale și/sau să acorde servicii rezidenților parcului industrial. Alte activități pe teritoriul parcului industrial sunt interzise. 
Rezidenții pot obține dreptul de a activa în cadrul Parcului Industrial „Răut” doar în baza unui concurs 

## Rezidenți
Rezidenți ai Parcului Industrial „Tracom” sunt 28 de companii, cele mai importante sunt:
- „Starnet” SRL
- „Microcell” SRL
- „Arama-R” SRL
- „Imona Grup” SRL
- „Aralit” SA